# 铁联盟
铁联盟（英語：或Iron Confederation），又称克里-阿西尼博因（Cree-Assiniboine）、内希奥-普瓦特（克里语：Nehiyaw-Pwat），是现今加拿大西部和美国北部平原美洲原住民的政治和军事联盟。该联盟包括多个独立部族，他们结成政治、狩猎和军事联盟以共同抵御敌人。组成联盟的民族包括约1740年迁入大平原的克里人分支（迁入南部的后来称为“平原克里人”，北部的称为“森林克里人”），索尔托人（平原奥吉布瓦人），纳科达人或斯托尼人（亦称普瓦特或阿西尼博因人），以及梅蒂斯人和随着皮毛贸易而西迁的豪德诺索尼人。联盟在北美毛皮贸易鼎盛时期崛起，成为北部平原的主导力量，作为中间人控制欧洲商品（尤其是枪支和弹药）向其他土著民族（“印第安贸易”）的流通，以及毛皮向哈德逊湾公司和西北公司贸易站的输送。联盟成员参与野牛狩猎和肉干贸易。1860年代以后，毛皮贸易的衰退和野牛群的崩溃削弱了联盟的力量。